# Brimfield (Illinois)
Brimfield es una villa ubicada en el condado de Peoria en el estado estadounidense de Illinois. En el Censo de 2010 tenía una población de 868 habitantes y una densidad poblacional de 427,47 personas por km².

## Geografía
Brimfield se encuentra ubicada en las coordenadas 40°50′18″N 89°53′2″O / 40.83833, -89.88389. Según la Oficina del Censo de los Estados Unidos, Brimfield tiene una superficie total de 2.03 km², de la cual 2.02 km² corresponden a tierra firme y (0.64%) 0.01 km² es agua.

## Demografía
Según el censo de 2010, había 868 personas residiendo en Brimfield. La densidad de población era de 427,47 hab./km². De los 868 habitantes, Brimfield estaba compuesto por el 96.43% blancos, el 0.35% eran afroamericanos, el 0.12% eran amerindios, el 0.58% eran asiáticos, el 0% eran isleños del Pacífico, el 0.58% eran de otras razas y el 1.96% pertenecían a dos o más razas. Del total de la población el 0.69% eran hispanos o latinos de cualquier raza.